# شوترتال
شوترتال (به آلمانی: Schuttertal) یک شهر در آلمان است که در ارتناوکرایس واقع شده‌است. شوترتال ۳٬۳۰۸ نفر جمعیت دارد.